# Ranunculus golitzynii
Ranunculus golitzynii är en ranunkelväxtart som beskrevs av N.N. Tzvelev. Ranunculus golitzynii ingår i släktet ranunkler, och familjen ranunkelväxter. Inga underarter finns listade i Catalogue of Life.